# Вулиця Антіна Ждановича
Ву́лиця Анті́на Ждано́вича — вулиця у Солом'янському районі міста Києва, селище Жуляни. Пролягає від безіменного проїзду (між Совською та Шкільною вулицями) до вулиці Ганни Арендт.

## Історія
Виникла на початку 2010-х років. В 2015—2019 роках мала назву Колоскова.
Через це найменування в Києві з'явилася пара вулиць з однаковими назвами (ще одна Колоскова вулиця з 1955 року існує у селищі Совки).
Сучасна назва на честь державного і військового діяча часів Визвольної війни Антіна Ждановича — з 2019 року.